# فيكتور جارفيس
فيكتور جارفيس (20 سبتمبر 1898 في المملكة المتحدة - 30 أبريل 1975 في المملكة المتحدة) (بالإنجليزية: Victor Jarvis)‏ هو لاعب كريكت بريطاني وبريطاني (وحمل سابقاً جنسية المملكة المتحدة لبريطانيا العظمى وأيرلندا). لعب مع نادي مقاطعة ساسكس للكريكت ‏.

## وصلات خارجية
- فيكتور جارفيس على موقع إي آس بي آن كريك إنفو (الإنجليزية)